# Луке (Крива Паланка)
Луке (мкд. Луке) су насеље у Северној Македонији, у крајње североисточном делу државе. Луке су у оквиру општине Крива Паланка.

## Географија
Луке су смештене у крајње североисточном делу Северне Македоније, близу државне границе са Србијом (2 km). Од најближег већег града, Куманова, село је удаљено 85 km источно.
Село Луке се налази у историјској области Славиште. Насеље је положено високо, у вишем делу долине речице Добровнице, а подно планине Чупина, на близу 1.000 метара надморске висине.
Месна клима је планинска због знатне надморске висине.

## Становништво
Луке су према последњем попису из 2002. године имале 338 становника. Од тога огромну већину чине етнички Македонци (99%), а остатак су Срби.
Претежна вероисповест месног становништва је православље.